# Isabel Bongard
Isabel Bongard Cordes (8 de septiembre de 1849-27 de mayo de 1928), fue una educadora alemana avecindada en Chile. Fue directora de la Escuela Normal de Preceptoras de La Serena. 

## Trayectoria
De padre alemán y madre francesa, Bongard fue designada en 1890 por el gobierno de José Manuel Balmaceda para encargarse de la dirección de la Escuela Normal de Preceptoras de La Serena, institución que databa de 1874. 
Se mantuvo en ese cargo hasta 1898. Regresó luego en 1910. 
En 1912, la Escuela Normal de Preceptoras se trasladó a su edificio definitivo, en calle Amunátegui en La Serena. Allí funcionó hasta 1940, año en que dicha escuela fue cerrada definitivamente.
Bajo la gestión de Isabel Bongard la Escuela Normal de La Serena destacó por su calidad y progresismo.

## Homenaje
Luego del cierre de la Escuela Normal, el edificio pasó a manos de la Universidad de La Serena. Sufrió un grave incendio en octubre de 1988, en que destruyó parte importante del segundo piso, casi un 60 % del edificio. La universidad decidió restaurarlo y continuar dándole un uso formativo. En 1993, en homenaje a Isabel Bongard y su contribución a la educación regional, se le designó "Campus de Isabel Bongard". Por sus valores arquitectónicos y su rol en la historia de la educación, el edificio fue declarado Monumento Nacional en 1995.